# Obdelava signalov
Obdelava signalov je panoga elektrotehnike, ki se ukvarja z zajemom, analizo, modificiranjem in sintetiziranjem signalov – spremenljivk, ki nosijo informacije o stanju in vedenju določenih sistemov v okolju. Glavni področji delovanja sta izboljšanje prenosa signalov na daljavo (na primer zmanjševanje vpliva šuma v telefonskih povezavah) in razvoj načinov uporabe signalov, tj. izluščevanja informacij iz njih.
Že od druge polovice 20. stoletja na tem področju prevladujejo digitalne tehnike (digitalna obdelava signalov, DSP), ki vključujejo digitalizacijo – pretvorbo spremenljivk v diskretne vrednosti za obdelavo z računalniki. Področje je doživelo razmah po zaslugi pionirskega dela ameriškega matematika Claudea Shannona, ki je leta 1948 izdal temeljno delo o matematični teoriji informacij, in razvoja računalništva.
Obdelava signalov se uporablja na številnih področjih tehnike in znanosti, kot so telekomunikacije (npr. prenos, filtriranje šuma, stiskanje podatkov), kontrolni sistemi, obdelava zvoka in slik, radarska tehnika, seizmologija, medicina (npr. rekonstrukcija slik za računalniško tomografijo) itd.